# Ruszek József
Ruszek József (Pápa, 1779. március 1. – Veszprém, 1851. november 9.) bölcseleti és nyelvészeti író, veszprémi kanonok.

## Életpályája
Polgári szülők gyermeke. Pápán végezte alsóbb iskoláit, bölcsészetet Győrben tanult, Veszprémben a papi pályára lépett, végül 1800-ban végezte a teológiát Pozsonyban. Ezt követően tanulmányi felügyelő, majd teológiai tanár lett, majd 1814-től keszthelyi plébános és hahóti apát. Veszprémi kanonokká 1834-ben nevezték ki.
Nagy ellensége volt a nyelvújításnak, része volt a Mondolat közrebocsátásában 1813-ban. Később, keszthelyi plébános korában is egyik támasza volt az ortológusok dunántúli csoportjának. Gróf Festetics György helikoni ünnepein is részt vett.
Mint teológiai tanár néhány bölcsészeti munkát adott ki Veszprémben.

## Művei
- Pészaki BaIzáth József VeszpréMI pVspök ő EXCeLLentIáIának Idős éLete Vég Vesztét könyVező Versezet. Veszprém, 1802.
- Üdvözlő dal a hadbul megérkezett felkelő nemes weszprémi sereghez. 1810. Uo.
- A filozofiának elöljáró értekezései. Uo. 1811-12. Három rész (A II. rész ezen külön címmel: A filozofiának summás rajzolatja; a III. rész: A filozofiának rövid historiája. Online A II. és III. rész önállóan jelent meg; később az elsővel együtt mint a Magyar Minerva V. kötete jött forgalomba).
- Öröm ünnepi dal. Galanthai gróf Eszterházy Nep. János tiszteletére, midőn Weszprém vármegye fő-ispánnyának Pápán máj. 9. és 10. fényesen bévezettetnék. Uo. 1813.
- Egyházi beszéd, mellyet Szent István király nemzeti ünnepén Bécsben a Nt. kapuczinus szerzetes atyák templomában mondott 26. august 1837. Bécs, 1827.

Kiadta a Helikon c. költeményes gyűjteményt Keszthelyen 1818-ban (Petróczy- és Asbóthtal együtt).
Levele: Kazinczy Ferenchez, Keszthely 1816. május 1. (Kazinczy Ferencz Levelezése XIV. 168. l.)